# Ahernar
Ahernar je primarna (ili 'A') komponenta binarnog sistema označenog sa Alfa Eridani (α Eridani, skraćeno Alfa Eri, α Eri), koji je najsjajnija zvezda u sazvežđu Eridan, i deveta najsjajnija zvezda noćnog neba. Dve komponente su označene kao Alfa Eridani A (primarna) i B (sekundarna, takođe poznata pod nazivom Ahernar B). Kao što je utvrđeno pomoću astromerskog satelita Hiparkos, ova zvezda je udaljena oko 139 ly (43 pc) od Sunca.
Od deset naizgled najsjajnijih zvezda na noćnom nebu, Alfa Eridani je najtoplija i najviše plave boje, zbog toga što je Ahernar spektralnog tipa B. Ahernar ima neobično veliku brzinu rotacije, zbog čega poprima spljošteni u oblik. Sekundarna zvezda je manja, spektralnog tipa A, i orbitira Ahernar na udaljenosti od oko 12 astronomskih jedinica (AU).

## Nomenklatura
α Eridani (latinizirano u Alfa Eridani) je Bajerova sistemska oznaka. Oznake dve komponente — Alpha Eridani A i B — proizilaze iz konvencije koju koristi Vašingtonski katalog višestrukosti (WMC) za višestruke zvezdane sisteme, i usvojene su od strane Međunarodne astronomske unije (IAU).
Sistem nosi tradicionalno ime Ahernar (ponekad se piše Achenar), što je izvedeno od arapskog آخر النهر ākhir an-nahr, sa značenjem „Kraj reke”. Međutim, izgleda da se ovo ime prvobitno odnosilo na Teta Eridan, koja je kasnije bila poznata pod sličnim tradicionalnim imenom Akamar, sa istom etimologijom. IAU radna grupa za imena zvezda (WGSN) odobrila je ime sa pravopisom Achernar za komponentu Alpha Eridani A dana 30. juna 2016. i sada je tak naziv uključen na Listu imena zvezda koje je odobrila IAU.
Na kineskom jeziku prilagođavanjem sazvežđa evropske južne hemisfere u kineski sistem, 水委 (Shuǐ Wěi), što znači Kriva tekuća voda, odnosi se na asterizam koji se sastoji od Ahernara, ζ Feniksa i η Feniksa. Shodno tome, sam Ahernar je poznat kao 水委一 (Shuǐ Wěi yī, Prva zvezda krive tekuće vode).
Autohtoni narod Burong severozapadne Viktorije, Australija, nazvao ju je Jererdetkurk.

## Napomene
1. ↑  The ten brightest stars in the nighttime sky in terms of apparent magnitude are, from brightest to least brightest, Sirius, Canopus, Alpha Centauri, Arcturus, Vega, Capella, Rigel, Procyon, Achernar and Betelgeuse
2. ↑  In modern Arabic آخر النهر means  "down the river".[21]

## Literatura
- Lovekin, C. C.; Deupree, R. G.; Short, C. I. (2006). „Surface Temperature and Synthetic Spectral Energy Distributions for Rotationally Deformed Stars”. The Astrophysical Journal. 643 (1): 460—470. Bibcode:2006ApJ...643..460L. arXiv:astro-ph/0602084 . doi:10.1086/501492.
- Carciofi, A. C.;  . (decembar 2007). „Achernar: Rapid Polarization Variability as Evidence of Photospheric and Circumstellar Activity”. The Astrophysical Journal. 671 (1): L49—L52. Bibcode:2007ApJ...671L..49C. arXiv:0710.4163 . doi:10.1086/524772.
- Ridpath, Ian; Tirion, Wil (2001), Stars and Planets Guide, Princeton University Press, ISBN 0-691-08913-2
- Ridpath, Ian; Wil Tirion (2007). Stars and Planets Guide. London: Collins. ISBN 978-0-00-725120-9.
- Ridpath, Ian; Wil Tirion (2007). Stars and Planets Guide. Princeton: Princeton University Press. ISBN 978-0-691-13556-4.
- Star Names, Their Lore and Legend, Richard Hinckley Allen, New York City, Dover, various dates
- „Naming Stars”. IAU.org. Архивирано из оригинала 11. 04. 2020. г. Приступљено 30. 7. 2018.
- Wilkins, Jamie; Dunn, Robert (2006). 300 Astronomical Objects: A Visual Reference to the Universe. Buffalo, New York: Firefly Books. ISBN 978-1-55407-175-3.
- Jenniskens, Peter (септембар 2012). „Mapping Meteoroid Orbits: New Meteor Showers Discovered”. Sky & Telescope: 22.
- Ahl, Frederick (1982). „Amber, Avallon, and Apollo's Singing Swan”. American Journal of Philology. 103 (4): 373—411. JSTOR 294518. doi:10.2307/294518.
- Binney, James; Tremaine, Scott (1987). Galactic Dynamics. Princeton University Press. стр. 247. ISBN 0-691-08445-9.
- Tokovinin, A. (2001). „Statistics of multiple stars: Some clues to formation mechanisms”. The Formation of Binary Stars. 200: 84. Bibcode:2001IAUS..200...84T.
- Tokovinin, A.A. (1997). „MSC - a catalogue of physical multiple stars”. Astronomy and Astrophysics Supplement Series. 124: 75. Bibcode:1997A&AS..124...75T. doi:10.1051/aas:1997181 .
- „online version at VizieR”. Архивирано из оригинала 11. 3. 2007. г.
- Tokovinin, A. (2004). „Statistics of multiple stars”. Revista Mexicana de Astronomía y Astrofísica, Serie de Conferencias. 21: 7. Bibcode:2004RMxAC..21....7T.